# Ziemia Maryjna
Ziemia Maryjna (łac. Terra Mariana) – oficjalna nazwa Inflant w średniowieczu nadana po krucjacie liwońskiej w XIII wieku. Na jej obszarze utworzono państwo zakonu kawalerów mieczowych, które od 1237 stanowiło część państwa zakonu krzyżackiego. W XV wieku w wyniku secesji inflanckiego odłamu Krzyżaków powstało państwo zakonu inflanckiego.

## Historia

### Czasy przed chrystianizacją

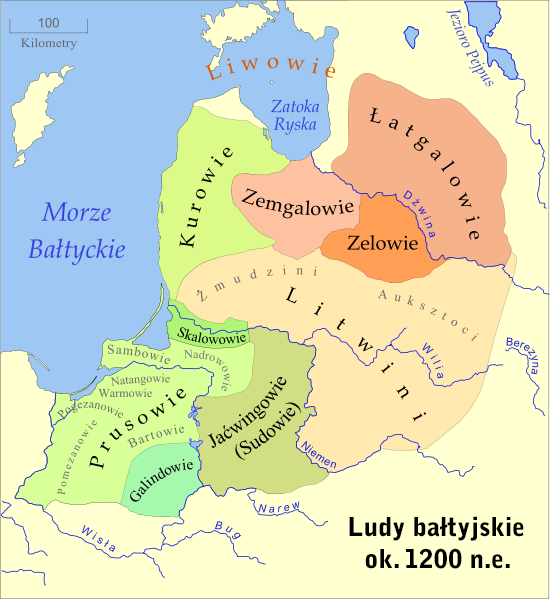
Plemiona bałtyckie przed krucjatami północnymi

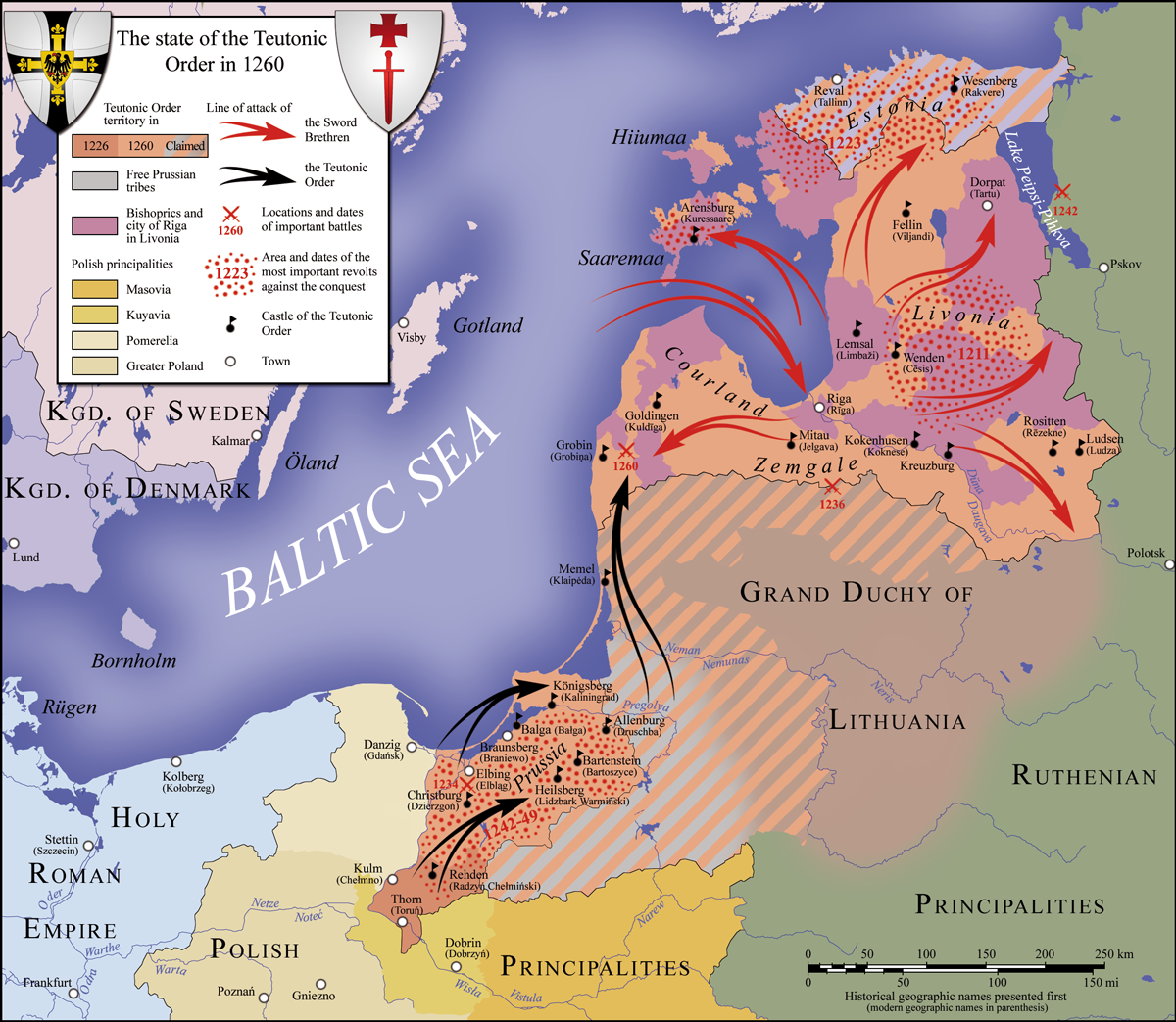
Ekspansja państwa krzyżackiego oraz zakonu kawalerów mieczowych w XIII wieku

W średniowieczu tereny obecnej Łotwy oraz Estonii były zasiedlone przez ludność ugrofińską, jak i również Bałtów. Zamieszkiwały je plemiona ugrofińskie: Liwowie nad Zatoką Ryską tudzież Estowie nad Zatoką Fińską; plemiona bałtyckie: Kurowie, Zemgalowie, Zełowie i Łatgalowie. Od ok. X wieku księstwa ruskie rozszerzały swoje wpływy na tych ziemiach, dlatego doszło tam do powstania zależnych od Połocka niewielkich księstw: Gercike (Jersika) oraz Koknese (Kukenois). W drugiej połowie XII wieku w rejon ujścia Dźwiny zaczęli przybywać niemieccy kupcy, pochodzący głównie z Lubeki, a następnie także misjonarze, którzy podejmowali nieskuteczne próby chrystianizacji pogańskich plemion.

### Państwo Zakonu Kawalerów Mieczowych

Symbol Zakonu Kawalerów Mieczowych

Ziemia Maryjna w 1260 r.

Kiedy zawiodły pokojowe sposoby, postanowiono nawrócić miejscowe plemiona drogą zbrojną. Wielką rolę w organizowaniu krucjaty odegrał biskup Albert von Buxhövden, który w 1201 r. założył Rygę. W 1202 r. cysterski opat Teodoryk utworzył Zakon Kawalerów Mieczowych w celu obrony i poszerzania obszaru diecezji ryskiej (od 1255 r. archidiecezji). Rycerze Chrystusowi formalnie byli zależni od biskupa ryskiego (od 1255 r. arcybiskupa), lecz od początku próbowali się uniezależnić i stworzyć własne państwo. Początkowo, od 2 lutego 1207, Terra Mariana była lennem Świętego Cesarstwa Rzymskiego, lecz utraciła ten status już w 1215 r., kiedy to papież Innocent III ogłosił, że ziemie te podlegają tylko Państwu Kościelnemu.
W XIII w. zakonowi liwońskiemu udało się podbić pogan, później kilkakrotnie stłumili powstania miejscowej ludności. W wyniku działań zakonu prawie cała Estonia znalazła się pod władzą biskupa Alberta z Rygi oraz Kawalerów Mieczowych. Jedynie północna część Estonii, zwana Księstwem Estonii, należała do Danii. To terytorium zostało sprzedane przez króla duńskiego Waldemara IV Atterdaga zakonowi inflanckiemu w 1346 r.
W 1236 r. zakon liwoński poniósł klęskę z Litwinami w bitwie pod Szawlami. Z powodu osłabnięcia pozycji Kawalerów Mieczowych w Inflantach w 1237 rycerze chrystusowi postanowili przyłączyć się do zakonu krzyżackiego. Przyjęli krzyżacką regułę oraz ubiór, dając tym początek ich gałęzi inflanckiej.

W XIV wieku inflancka część zakonu krzyżackiego zyskała pozycję hegemona w Inflantach dzięki osłabieniu pozycji arcybiskupa ryskiego. W XV wieku, po wygranej przez Jagiełłę i Witolda wojnie z Krzyżakami, doszło do rozłamu w państwie zakonu krzyżackiego w wyniku którego powstało niezależne państwo zakonu inflanckiego. 

Symbol Zakonu Krzyżackiego

Państwo kawalerów mieczowych administracyjnie było podzielone na: część zakonną oraz tereny pod zarządem arcybiskupstwa ryskiego (do 1255 r. biskupstwa) wraz z biskupstwami: kurlandzkim, dorpackim tudzież ozylijskim. Na zdobytym terytorium dokonano chrystianizacji pogańskiej ludności. Stosunki społeczne zostały ukształtowane na wzór zachodnioeuropejskiego feudalizmu. Grupę panującą stanowiło rycerstwo głównie pochodzenia niemieckiego, bądź miejscowych możnych, którzy ulegli zniemczeniu. Warstwę poddaną tworzyła ludność chłopska, czyli Ugrofinowie i Bałtowie. Niemieccy koloniści zakładali miasta, dlatego wśród mieszczan dominowali Niemcy.

### Inflanty w XVI wieku
Od drugiej dekady XVI w. na Ziemi Maryjnej szerzyły się idee reformacji, zyskując zwolenników wśród niemieckiego mieszczaństwa i arystokracji. W tym okresie Inflanty stała się terenem rywalizacji czterech państw: Królestwa Danii, Królestwa Szwecji, Księstwa Moskiewskiego oraz unii polsko-litewskiej. W 1558 r. wojska Iwana IV Groźnego uderzyły na państwo zakonne Johanna Wilhelma von Fürstenberga, rozpoczynając tym wojny inflanckie. Agresja ta zmusiła zakon do oddania się pod opiekę Zygmunta II Augusta. W 1561 r. Kawalerowie Mieczowi zostali sekularyzowani. Północno-wschodnia część Inflant przeszła pod wspólne zarządzanie Korony i Wielkiego Księstwa Litewskiego. Natomiast z reszty ziem utworzono Księstwo Kurlandii i Semigalii, które otrzymał ostatni mistrz zakonu Gotthard Kettler jako dziedziczne lenno.